# (27092) 1998 UY22
(27092) 1998 UY22 est un astéroïde de la ceinture principale d'astéroïdes découvert en 1998.

## Description
(27092) 1998 UY22 a été découvert le 30 octobre 1998 à Višnjan, une municipalité située dans le comitat d'Istrie en Croatie, par Korado Korlević.

### Caractéristiques orbitales
L'orbite de cet astéroïde est caractérisée par un demi-grand axe de 2,26 UA, un périhélie de 1,79 UA, une excentricité de 0,21 et une inclinaison de 3,68° par rapport à l'écliptique. Du fait de ces caractéristiques, à savoir un demi-grand axe compris entre 2 et 3,2 UA et un périhélie supérieur à 1,666 UA, il est classé, selon la JPL Small-Body Database, comme objet de la ceinture principale d'astéroïdes.

### Caractéristiques physiques
(27092) 1998 UY22 a une magnitude absolue (H) de 15,8 et un albédo estimé à 0,398.